# Campylocentrum schneeanum
Campylocentrum schneeanum är en orkidéart som beskrevs av Ernesto Foldats. Campylocentrum schneeanum ingår i släktet Campylocentrum och familjen orkidéer. Inga underarter finns listade i Catalogue of Life.